# Silla (Lääne-Nigula)
Koordinaten: 58° 52′ N, 24° 4′ O
Silla (deutsch Silla Möldri) ist ein Dorf (estnisch küla) in der Landgemeinde Lääne-Nigula (bis 2017: Landgemeinde Kullamaa) im Kreis Lääne in Estland.

## Einwohnerschaft und Lage
Der Ort hat 26 Einwohner (Stand 31. Dezember 2011). Er liegt 32 Kilometer südöstlich der Landkreishauptstadt Haapsalu an der Überlandstraße zwischen Tallinn und dem Fährhafen Virtsu.

## Etymologie
Der Ort liegt südlich von Kullamaa. Dort überquert die Straße den Fluss Liivi (Liivi jõgi). Auf den Landkarten des deutschbaltischen Kartographen Ludwig August Mellin sind 1798 eine Brücke (estnisch sild, Genitiv silla) und eine Mühle (Müller estnisch mölder, Genetiv möldri) eingezeichnet.

## Sehenswürdigkeiten
Erhalten ist die alte Dorfschänke des Ortes.
Im Zeichen der Russifizierung Estlands entstand in den 1880er Jahren in Silla das orthodoxe Gotteshaus von Kullamaa. Die Nikolai-Kirche von Kullamaa wurde 1953 unter der sowjetischen Besetzung Estlands geschlossen. Heute sind nur noch einige Ruinen erhalten.